# Église des îles Féroé

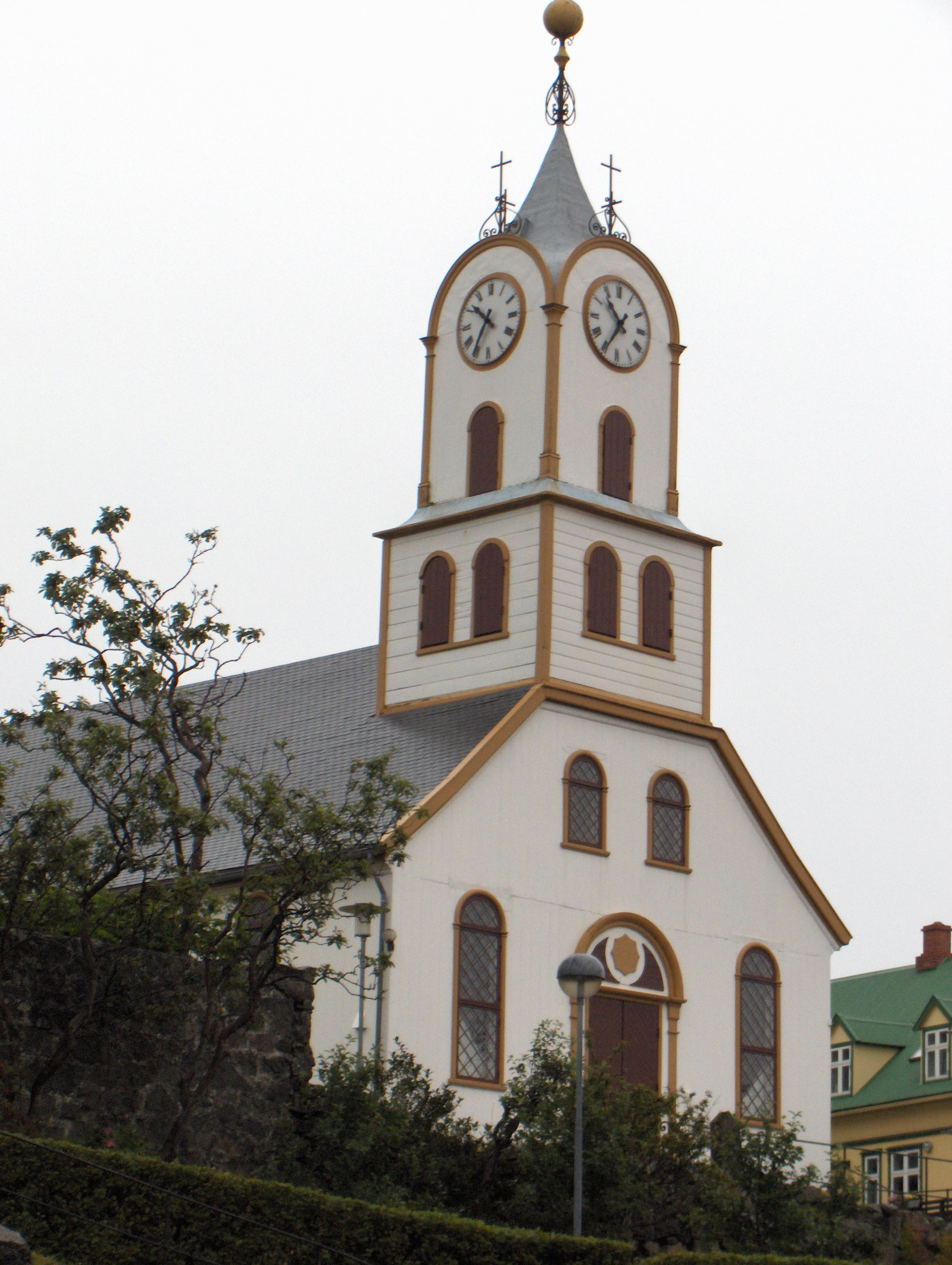
Cathédrale de Tórshavn.

L'Église des îles Féroé ou Église nationale féroïenne (en féroïen Fólkakirkjan) est l'Église nationale aux îles Féroé, de confession luthérienne. Son siège est à la cathédrale de Tórshavn.
Elle formait un diocèse de l'Église du Danemark jusqu'à ce qu'elle en devienne indépendante, le 29 juillet 2007.